# Femme qui tire son bas
Femme qui tire son bas est un tableau réalisé par le peintre français Henri de Toulouse-Lautrec en 1894. Cette huile sur carton est un nu qui représente une femme parée seulement d'une écharpe verte en train de tirer son bas le long de sa jambe droite. Sans fond peint, l'œuvre s'apparente à un croquis que l'artiste aurait réalisé sur le vif dans une maison close, en saisissant le geste intime d'une prostituée. Don de la comtesse Adèle de Toulouse-Lautrec en 1922, la peinture fait partie des collections du musée Toulouse-Lautrec d'Albi, dans le Tarn. Une variante incluant une seconde figure féminine de profil sur la gauche se trouve au musée d'Orsay, à Paris.

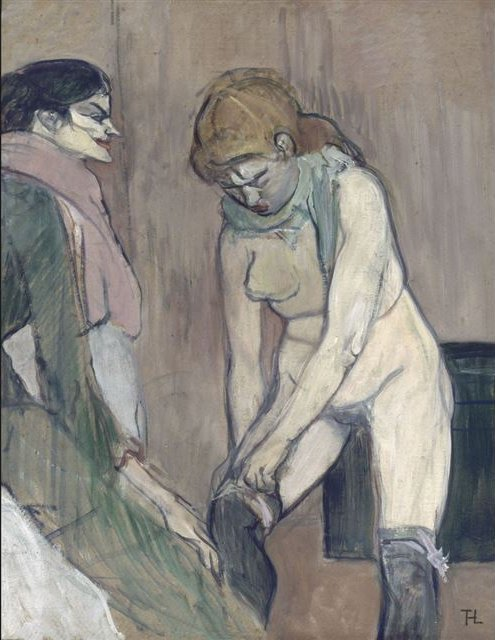
Femme tirant son bas, musée d'Orsay, Paris.